# Lipograma

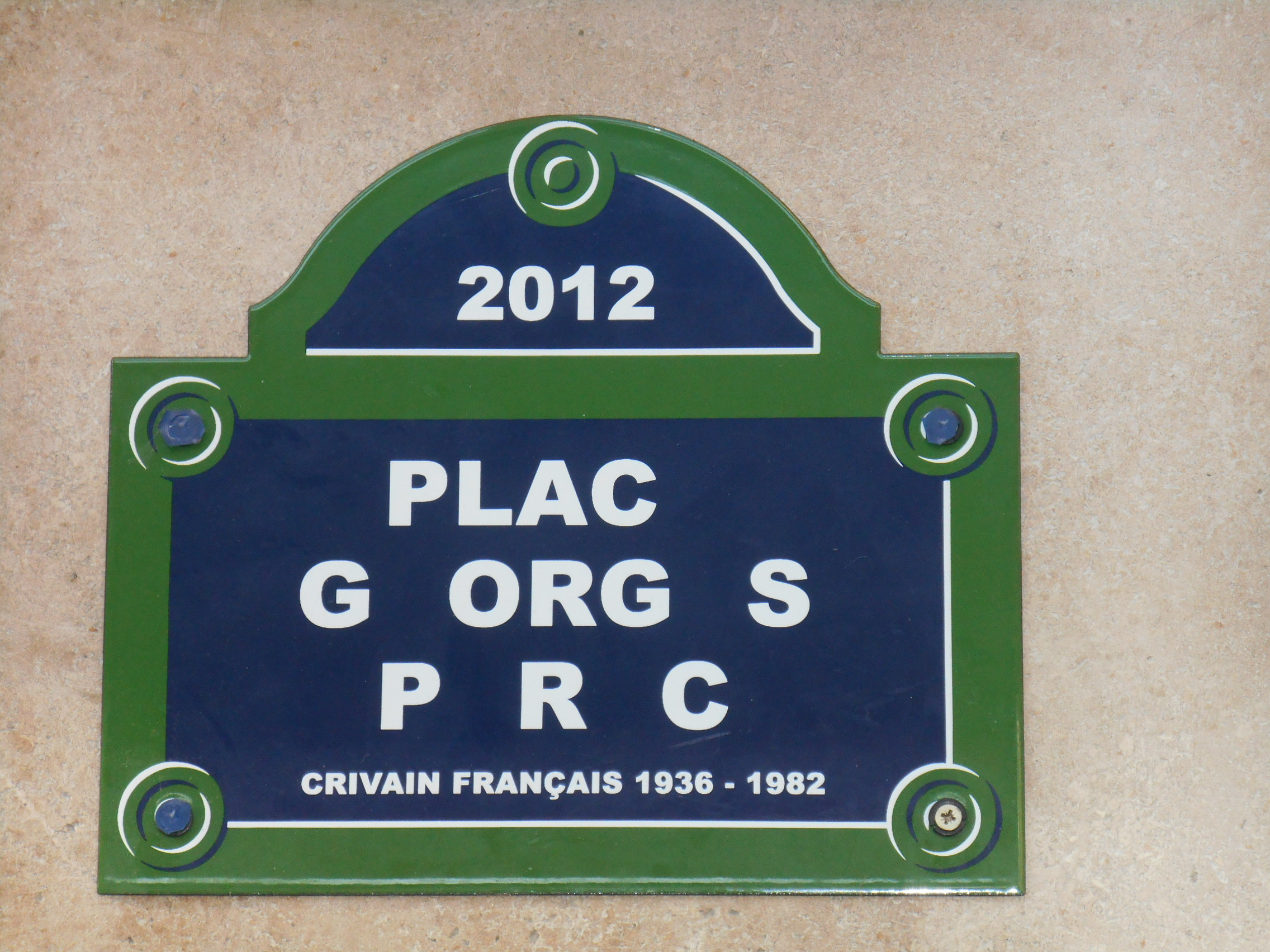
Placa “en homenaje a Georges Perec por Christophe Verdon. Café de la Mairie, plaza Saint-Sulpice de París.

Un lipograma (del griego: λείπειν γράμμα ‘abandonar una letra’) es un texto en que se omite sistemáticamente alguna letra (o varias) del alfabeto. El grado de dificultad de este artificio lingüístico es directamente proporcional a la frecuencia de la letra omitida en el idioma utilizado (en español la a o la e) y a la extensión de dicho texto.
Algunos lipogramas particularmente ingeniosos omiten todas las vocales salvo una, con lo que se reduce mucho el conjunto de palabras que se pueden escribir y los textos pueden quedar muy forzados. Un ejemplo claro de este tipo de lipograma puede ser encontrado en Las vocales malditas, del escritor mexicano Óscar de la Borbolla, cuyos textos emplean el uso de una sola vocal por cada uno.

## Historia
El primer autor de lipogramas de quien se tiene referencias es el poeta griego del (siglo VI a. C.) Laso de Hermínone a quien se deben dos obras en las que suprimió la letra griega sigma: la «Oda a los Centauros» y el «Himno a Démeter» aunque de esta segunda obra sólo nos ha llegado su primer verso.
En el siglo III, a Néstor de Laranda se le atribuye la reescritura de la «Ilíada» en forma de lipograma de forma que en cada uno de los 25 cantos se había suprimido una letra griega: en el primer canto se omitió la letra alfa, en el segundo la beta, etc. Sin embargo, no nos ha llegado ninguna línea de este presunto texto lipogramático. Lo mismo ocurre con la presunta obra del poeta griego del siglo V Trifidoro de Sicilia, a quien se atribuye la reescritura de la «Odisea» eliminando una letra en cada una de las 24 secciones en que dividió las aventuras de Ulises.
Entre los lipogramáticos europeos destaca Gottlob Burmann (1737-1805), excéntrico poeta romántico alemán que desarrolló tal fobia a la letra R que la omitió por completo en los 130 poemas que escribió, y durante los últimos 17 años de su vida procuró omitirla incluso de su habla cotidiana. Por ello, probablemente, dejó de pronunciar su apellido durante ese tiempo porque contiene una r.
Jacques Arago, un escritor francés del siglo XIX, escribió su Voyage autour du monde sans la lettre A (Viaje alrededor del mundo sin la letra A) en 1853. Sin embargo, treinta años después confesó que una sola palabra, serait, que se traduce como "sería", estropeó su lipograma.
Cabe mencionar también a Georges Perec, un escritor francés que, junto con otros escritores, constituyó el grupo de literatura potencial denominado Oulipo, grupo que se ha caracterizado por adoptar una multiforme variedad de manierismos formales en sus escritos, como por ejemplo su novela negra La disparition donde suprime la letra E y que fue traducida al español como El secuestro, sin usar la letra A en toda la traducción; en los archifamosos Ejercicios de estilo de otro oulipero, Raymond Queneau, aparecen algunos lipogramas.
Es relativamente reciente el lipograma del escritor Christian Bök en su Eunoia, que se divide en cinco capítulos cada cual contiene tan solamente una de las cinco vocales.
En el mundo del cine podemos citar a la película Misery, en la que el escritor secuestrado debe escribir la continuación de la novela favorita de su secuestradora, omitiendo la letra "E", que luego sería completada por ella.
También podríamos considerar como formas lipogramáticas otras eliminaciones de elementos, como pueden ser las fugas de vocales, sustituidas por un punto, y demás textos cifrados, como el soneto sin verbos de Belisario Roldán que recoge Agustín Aguilar y Tejera.
El grupo argentino Les Luthiers cuenta con 5 obras cuyos títulos están realizados utilizando solamente una vocal:
- Papa Garland had a hat and a jazz band and a mat and a black fat cat (Rag)
- Pepper Clemens sent the messenger: nevertheless the reverend left the herd (Ten Step)
- Miss Lilly Higgins sings shimmy in Mississippi's spring (Shimmy)
- Doctor Bob Gordon shops hot dogs from Boston (Foxtrot)
- Truthful Lulu pulls thru zulus (Blus)

### En castellano
El primer ejemplo de texto lipogramático en castellano se debe a Francisco de Navarrete y Ribera[cita requerida], quien en 1640 publica en un curioso libro de rarezas titulado Flor de Sainetes, La novela de los tres hermanos en la que no utiliza la letra A y que se inicia con esta redondilla:
Premio el lector llevará
cuando el discurso leyere
si en alguna línea viere
razón escrita con A.
Tras este precursor, dedicó un exclusivo empeño a los lipogramas el escritor lisboeta Alonso de Alcalá y Herrera[cita requerida], autor del más conocido ejemplo de lipograma en castellano, publicado en 1641 bajo el título: Varios effetos de amor en cinco novelas exemplares (1641). En cada una de estas cinco novelas cortesanas el autor omite una vocal: la A (Los dos soles de Toledo), la E (La carroza con las damas), la I (La perla de Portugal), la O (La peregrina eremita) y la U (La serrana de Sintra).
Si bien suele aceptarse la atribución de las cinco novelitas de este autor, algunos atribuyen la cuarta a Isidro de Robles y la quinta a "Un ingenio de esta corte"; Palau dice, sin embargo, que Isidro de Robles las reprodujo con otras novelas bajo el título Varios prodigios de amor en once novelas ejemplares, de abultado número de ediciones y que, junto a la rareza de la edición de Alcalá y Herrera, puede explicar la falsa atribución; algunas de estas novelas se publicaron incluso independientes o en otras colecciones, como la titulada Cinco novelas de apacible entretenimiento y Novelas antiguas de peregrinos ingenios españoles.
Otros lipogramas aparecen a lo largo del siglo XVII, como el publicado en 1646 bajo el título Vida i hechos de Estevanillo González, una pretendida autobiografía novelada de un bufón que termina en un romance escrito sin la letra O o el publicado en 1649 por Alonso de Castillo Solórzano con el título La quinta de Laura en la que incluye una novelita sin la letra Y, finalmente en 1654 se publica, sin la letra A, la obra del jerezano Fernando Jacinto de Zurita y Haro, Méritos disponen premios. [cita requerida]
Ya en el siglo XX, Enrique Jardiel Poncela publica entre 1926 y 1927 cinco relatos lipogramáticos en el diario La Voz, cada uno de ellos sin una de las cinco vocales y entre los que destacan el escrito sin la letra A: El chófer nuevo, y el escrito sin la letra E: Un marido sin vocación
En los años 80 del siglo XX, los hermanos Miguel y Pedro Reyna compusieron una serie de lipogramas con una sola vocal, de los que el mejor es el dedicado a la o: "¡Oh, dolor! / ¿Somos dos o somos ocho? / Lloroso toco los bongos. / Como pocos los toco, como pocos. / Como poco, solo cocos./ Solos son sosos, / con col los soporto. / Lloroso toco los bongos por Logroño / o por Salamanca."
El cómico de humor absurdo argentino Alfredo Casero en su programa de la década de 1990, Cha Cha Cha, inventó un sketch, "Ojo con los Orozco", durante el período en el que creaba personajes con su cara estirada sobre la pantalla que comentaba sobre la historia de ocho extraños personajes, algunos de ellos vinculados con la realidad de su país, el sketch constituía un lipograma muy complejo al suprimirse todas las vocales salvo la O, a lo que se le suma lo gracioso por la extraña personalidad de Casero. A pesar de su complejidad, el texto aún guardaba sentido, y fue llevado a la canción de la mano del también argentino León Gieco.
El dúo argentino de humor musical Los Delache incluyó en su obra Cantautores S.A., de 1992, una canción monovocálica que narra la historia del hombre moderno, desde su concepción hasta su deceso, titulada El crecer del ser terrestre, un lipograma que sólo utiliza la vocal "e".
Otro ejemplo lipogramático musical moderno es el tema de Efectos Vocales del rapero Nach Scratch. El tema se divide en tres partes, siendo alternativamente un lipograma monovocálico con la A, con la O y con la E.
El conjunto musical Mamá Ladilla recita en uno de sus discos un divertido lipograma musical titulado "En el Vergel del Edén" en el que solo utilizan la vocal "e".

Radragaz era un personaje de historieta argentina que hablaba utilizando únicamente la vocal A. Ej: "Mañana faltará tanta plata, Marta".
En el 2015, en México, Gabriel Vázquez publicó la novela "vivir sin i", una novela en la que desaparece la letra i y la tecnología se convierte en un objeto muerto. No se utilizan palabras con la tercera vocal (Editorial Acribus).
En 2024, la autora C.J. Nieto publica una novela negra titulada "Gambuesa", se trata de un lipograma en el que falta la letra "T"; ha sido publicada por Alrevés Editorial.